# 1225
1225 (MCCXXV) fue un año común comenzado en miércoles del calendario juliano.

## Nacimientos
- 28 de enero: Tomás de Aquino, escritor, filósofo y teólogo italiano. (m. 1274).